# 21. Armee
La 21. Armee fu un'armata dell'esercito tedesco, attiva durante la seconda guerra mondiale che venne creata nell'aprile 1945 e schierata lungo la Vistola dove si arrese agli inglesi nel maggio dello stesso anno.

## Storia
L'armata fu formata il 27 aprile 1945 dal personale rimanente della 4. Armee, dal Armeeabteilung Steiner. Venne schierata nell'Heeresgruppe Weichsel e combatté sulla Vistola; il generale dell'armata non riusciva a controllare le truppe a lui subordinate. L'alto comando dell'armata si arrese agli inglesi il 2 maggio 1945, nella zona tra Ludwigslust, Eldena e Dömitz.

## Ordine di battaglia
21. Armee 28 aprile 1945
- III. SS-Panzerkorps
- XI. Armeekorps

21. Armee 30 aprile 1945
- III. SS-Panzerkorps
- XI. Armeekorps
- XXVII. Armeekorps

## Comandanti
- General der Infanterie Kurt von Tippelskirch (27 aprile 1945 - 2 maggio 1945)[1]